# Fabrizio De André - Principe libero
Fabrizio De André - Principe libero è un film del 2018 diretto da Luca Facchini.
Interpretato da Luca Marinelli, Valentina Bellè, Elena Radonicich ed Ennio Fantastichini, è basato sulla vita del cantautore Fabrizio De André.

## Trama
La sera del 27 agosto 1979, l'anonima sequestri rapisce il cantautore Fabrizio De André e la sua compagna, la cantante Dori Ghezzi, presso la tenuta sarda dell'Agnata, nei pressi di Tempio Pausania, dove la coppia di artisti si era da poco stabilita a vivere.
La prigionia fa riaffiorare in De André tanti ricordi, a cominciare dall'infanzia e dall'adolescenza: il breve dialogo con un sacerdote suo insegnante, la prima chitarra ricevuta in regalo dalla famiglia, gli studi universitari di giurisprudenza che abbandonerà decidendo di dedicarsi alla musica, le notti brave per i caruggi di Genova insieme all'amico di una vita Paolo Villaggio, i primi incontri borghesi voluti dal ricco padre Giuseppe, dove avrà modo di conoscere colei che diverrà la sua prima moglie, Enrica "Puny" Rignon, e infine il casuale incontro con un altro cantautore esponente della scuola genovese, Luigi Tenco, con cui stringerà una solida amicizia che durerà fino all'improvvisa morte di quest'ultimo, avvenuta per suicidio durante il Festival di Sanremo 1967. La successiva amicizia e collaborazione con il poeta Riccardo Mannerini porterà De André a completare i suoi primi lavori discografici.
La musica porta il giovane Fabrizio a esibirsi davanti ad amici e a teatro, dove viene notato da alcuni discografici della Bluebell Records, con i quali pubblica il suo primo album registrato in studio, Tutto Fabrizio De André. In questi anni hanno grande importanza sul versante familiare la nascita del figlio Cristiano e su quello professionale Mina, che cantando La canzone di Marinella in televisione dà a De André la prima grande popolarità; il lavoro si mescola alla vita privata, con il divorzio da Puny, l'incontro con Dori, la nascita del grande legame affettivo con la Sardegna e la ristrutturazione della villa in campagna all'Agnata, dove i due cantanti si stabiliranno dopo poco, con De André che si appassiona sempre di più all'attività di agricoltore, accantonando in parte quella musicale.
La dura condizione di prigionieri si conclude per Fabrizio e Dori dopo quasi quattro mesi, quando il padre di De André paga il riscatto. Una volta tornato in libertà, Fabrizio non serba rancore per i malfattori e negli anni seguenti riprende a scrivere e a cantare, restando accanto all'ormai anziano padre Giuseppe, che in punto di morte strappa al figlio la promessa di smettere di bere, e infine sposandosi con Dori. Il racconto termina simbolicamente con la rottura della quarta parete, con gli attori del film che si riuniscono per assistere alla proiezione dell'ultimo concerto tenuto da De André, ascoltando in particolare la canzone Bocca di Rosa.

## Promozione
Il trailer del film è stato distribuito da Nexo Digital il 28 dicembre 2017.

## Distribuzione
Il film è stato distribuito sul grande schermo il 23 ed il 24 gennaio 2018 da Nexo Digital. Successivamente trasformato in una miniserie televisiva in due puntate, è stato trasmesso in prima serata da Rai 1 il 13 e il 14 febbraio 2018.

## Riconoscimenti
- 2019 - David di Donatello
  - Candidatura al miglior regista esordiente a Luca Facchini
  - Candidatura al miglior attore protagonista a Luca Marinelli
  - Candidatura al miglior attore non protagonista a Ennio Fantastichini